# جون ويليس باير
جون ويليس باير (بالإنجليزية: John Willis Baer)‏ هو مصرفي أمريكي، ولد في 2 مارس 1861، وتوفي في 8 فبراير 1931.